# Livo, Como
Livo är en ort och kommun i provinsen Como i regionen Lombardiet i Italien. Kommunen hade 171 invånare (2018).